# Stenoonops peckorum
Espèce
Stenoonops peckorum est une espèce d'araignées aranéomorphes de la famille des Oonopidae.

## Distribution
Cette espèce est endémique des Keys en Floride aux États-Unis,.

## Description
Le mâle holotype mesure 1,19 mm et la femelle paratype 1,22 mm.

## Étymologie
Cette espèce est nommée en l'honneur de Stewart B. Peck et Jarmila Kukalová-Peck.

## Publication originale
- Platnick & Dupérré, 2010 : The goblin spider genera Stenoonops and Australoonops (Araneae, Oonopidae), with notes on related taxa. Bulletin of the American Museum of Natural History, no 340, p. 1-111 (texte intégral).